# Otuča
Otuča (Otuća) je rijeka ponornica u  Gračačkom polju, Hrvatska.
Rijeka Otuča duga je 18,2 kilometara, a porječje joj obuhvaća 382,8 km². Izvire u podnožju Velikog Urljaja istočno od Bruvna u gračačkoj općini. Ponire u više ponora na rubu Gračačkog polja. Dno joj je kamenito i šljunkovito, a mjestimično i muljevito. Važnije pritoke su Bašinica, desna pritoka duga devet te nešto duža lijeva pritoka Kijašica (13 km).
Dana 14. svibnja 2023. na vodomjernoj postaji Gračac 2 izmjeren je rekordan vodostaj od +236 cm. Uslijed visokog vodostaja došlo je do izlijevanja rijeke Otuče te plavljenja objekata i infrastrukture u Gračacu i okolici.
U rijeci obitava potočna pastrva.